# Philip Yorke (2e comte de Hardwicke)
Philip Yorke, 2e comte de Hardwicke, est un homme d’État et littérateur anglais, né le 9 mars 1720 et mort le 16 mai 1790. Il est fils de Philip Yorke (1er comte de Hardwicke).

## Biographie
Rapporteur de l'échiquier en 1738, il siège au Parlement dès 1741. Intendant de l'université de Cambridge en 1762, il entre en 1764, à la Chambre des lords et en 1765 au conseil du roi. Il fait partie, l'année suivante, de l'administration de lord Rockingham.
Il épouse Jemima Campbell, 2e marquise Grey, 4e baronne Lucas et a deux filles, Amabel Hume-Campbell (1re comtesse de Grey) et Mary, qui épouse Thomas Robinson (2e baron Grantham).

## Œuvres
On a de lui, entre autres ouvrages : 
- Lettres athéniennes, ou Correspondance épistolaire d'un agent du roi de Perse résidant à Athènes durant la guerre du Péloponèse (1741, trad. en français par Villeterque, 1801, 3 vol. in-8°, et par Christophe, 4 vol. in-12). Il avait composé ce livre étant à l'université de Cambridge, avec plusieurs de ses condisciples, et l'avait fait tirer à un petit nombre d'exemplaires.

L'abbé Barthélemy, qui ignorait l'existence de ces Lettres, quand il écrivit son Voyage du jeune Anacharais, a déclaré que, s'il les eut connues, il n'eût pas entrepris une tâche déjà supérieurement accomplie, et M. Villemain, de son côté, met le travail de Hardwicke fort au-dessus de celui de l'écrivain français, et pour la peinture des mœurs, et pour la partie historique et politique.